# Alain Tanner
Alain Tanner (Genève, 6 december 1929 – aldaar, 11 september 2022) was een Zwitsers filmregisseur.
Tanner studeerde economie aan de universiteit van Genève. In 1951 leidde hij er de filmclub, die gesticht werd door regisseur Claude Goretta. In 1955 vond hij werk aan het British Film Institute in Londen. Zijn eerste korte film Nice Time draaide hij samen met Goretta. De film won een prijs op het filmfestival van Venetië. Vervolgens werkte hij een tijdlang in de Franse filmwereld. Tussen 1960 en 1968 keerde hij terug naar Zwitserland. Daar regisseerde hij meer dan 40 films en documentaires voor de Franstalige televisie. Zijn eerste grote film Charles mort ou vif won in 1969 de Gouden Luipaard op het filmfestival van Locarno. Hij werkte ook regelmatig samen met de auteur John Berger.

## Filmografie
- 1957: Nice Time
- 1961: Ramuz, passage d'un poète
- 1962: L'École
- 1964: Les Apprentis
- 1966: Une ville à Chandigarth
- 1968: Docteur B., médecin de campagne
- 1969: Charles mort ou vif
- 1971: La Salamandre
- 1972: Le Retour d'Afrique
- 1974: Le Milieu du monde
- 1976: Jonas qui aura 25 ans en l'an 2000
- 1979: Messidor
- 1981: Les Années lumière
- 1983: Dans la ville blanche
- 1985: No Man's Land
- 1987: La Vallée fantôme
- 1987: Une flamme dans mon cœur
- 1989: La Femme de Rose Hill
- 1991: L'Homme qui a perdu son ombre
- 1993: Le Journal de Lady M
- 1995: Les Hommes du port
- 1996: Fourbi
- 1998: Requiem
- 1999: Jonas et Lila, à demain
- 2002: Fleurs de sang
- 2004: Paul s'en va